# パピリウス氏族
パピリウス氏族 (ラテン語: Gens Papiria) は、古代ローマの氏族のひとつ。パトリキ系が主だが時代が下るとプレブス系も現れた。著名人にサムニウム戦争で活躍したルキウス・パピリウス・クルソル親子がいる。キケロの『縁者・友人宛書簡集』の中でパピリウス氏族について触れる部分があるが、それによるとパトリキだった頃はパピシウスと呼ばれていた (sed tum Papisii dicebamini.) という。

## パトリキ系

### ムギッラヌス家
- ルキウス・パピリウス・ムギッラヌス： 紀元前444年の補充執政官[1]
  - マルクス・パピリウス・ムギッラヌス： 紀元前411年の執政官で紀元前418年, 416年の執政武官[3]
- ルキウス・パピリウス・ムギッラヌス： 紀元前427年の執政官で紀元前422年の執政武官[4]
- ルキウス・パピリウス・ムギッラヌス： 紀元前380年の執政武官。前382年、376年も？[5]

### クラッスス家
- マニウス・パピリウス・クラッスス： マルクスとも。紀元前441年の執政官[6]
- ルキウス・パピリウス・クラッスス： 紀元前436年の執政官。下記ルキウスと同一人物？[7]
- ルキウス・パピリウス・クラッスス： ガイウスとも。紀元前430年の執政官[8]
- ガイウス・パピリウス・クラッスス： 紀元前384年の執政武官[9]
- スプリウス・パピリウス・クラッスス： 紀元前382年の執政武官[10]
- ガイウス
  - スプリウス
    - ルキウス・パピリウス・クラッスス： 紀元前368年の執政武官[11]
- ルキウス
  - ルキウス
    - ルキウス・パピリウス・クラッスス： 紀元前336年, 330年の執政官[12]
- マルクス・パピリウス・クラッスス： 紀元前332年の独裁官[13]
- ルキウス・パピリウス・クラッスス： 紀元前318年のケンソル[14]

### クルソル家
- ルキウス・パピリウス・クルソル： 紀元前387年, 385年の執政武官[15]
  - スプリウス
    - ルキウス・パピリウス・クルソル： 紀元前326年, 320，319，315，313年の執政官。第二次サムニウム戦争の英雄[16]
      - ルキウス・パピリウス・クルソル： 紀元前293年, 272年の執政官。第三次サムニウム戦争で活躍[17]

### プラエテクスタトゥス家
- マルクス
  - ルキウス
    - ルキウス・パピリウス・プラエテクスタトゥス： 紀元前272年のケンソル。旧アニオ水道建設中に死去したためマニウス・クリウス・デンタトゥスが事業を受け継いだ[18]

### マソ家
- ルキウス・パピリウス・マソ： 紀元前290年頃の上級アエディリス[19]
  - ガイウス
    - ガイウス・パピリウス・マソ： 紀元前231年の執政官[20]
- プブリウス・パピリウス・マソ： 紀元前218年にガリア人ボイイ族にムティナで捕われた植民市建設三人委員の一人[21]
- ルキウス
  - ガイウス・パピリウス・マソ： 紀元前213年に死去したシビュラの書管理十人委員の一人[22]
- ルキウス・パピリウス・マソ： 紀元前176年の首都プラエトル[23]

### その他
- ガイウス・パピリウス（英語版）： 紀元前509年の最高神祇官[24]
- マニウス・パピリウス： 紀元前509年の祭祀王（英語版）。王の行ってきた儀式を受け継ぎ最高神祇官の下に置かれた[24]
- ルキウス・パピリウス： 紀元前430年のケンソル。彼らが課した罰金がきっかけとなり罰金刑を貨幣で支払うとするパピリウス・ユリウス法が執政官によって成立した[8]
- マルクス・パピリウス： 紀元前352年の財政担当五人官[25]
- ルキウス・パピリウス： 紀元前332年のプラエトル。アケッラエに投票権のないローマ市民権を与える法案を提出[26]

## プレブス系

### トゥルドゥス家
- ガイウス・パピリウス・トゥルドゥス： 紀元前177年の護民官。前年の執政官アウルス・マンリウス・ウルソのイストリア半島でのミスを告発[27]

### カルボ家
- ガイウス
  - ガイウス・パピリウス・カルボ： 紀元前120年の執政官[28]
  - グナエウス・パピリウス・カルボ： 紀元前113年の執政官[29]
- マルクス・パピリウス・カルボ： 紀元前114年のプラエトル。シキリア担当[30]

### その他
- グナエウス・パピリウス： 紀元前146年に執政官クィントゥス・カエキリウス・メテッルス・マケドニクスによって派遣された四人のレガトゥスの一人。コリントスで行われたアカイア人の会議に出席するも紛糾し、スパルタへ逃れた[31]